# Rozendaalse Bos

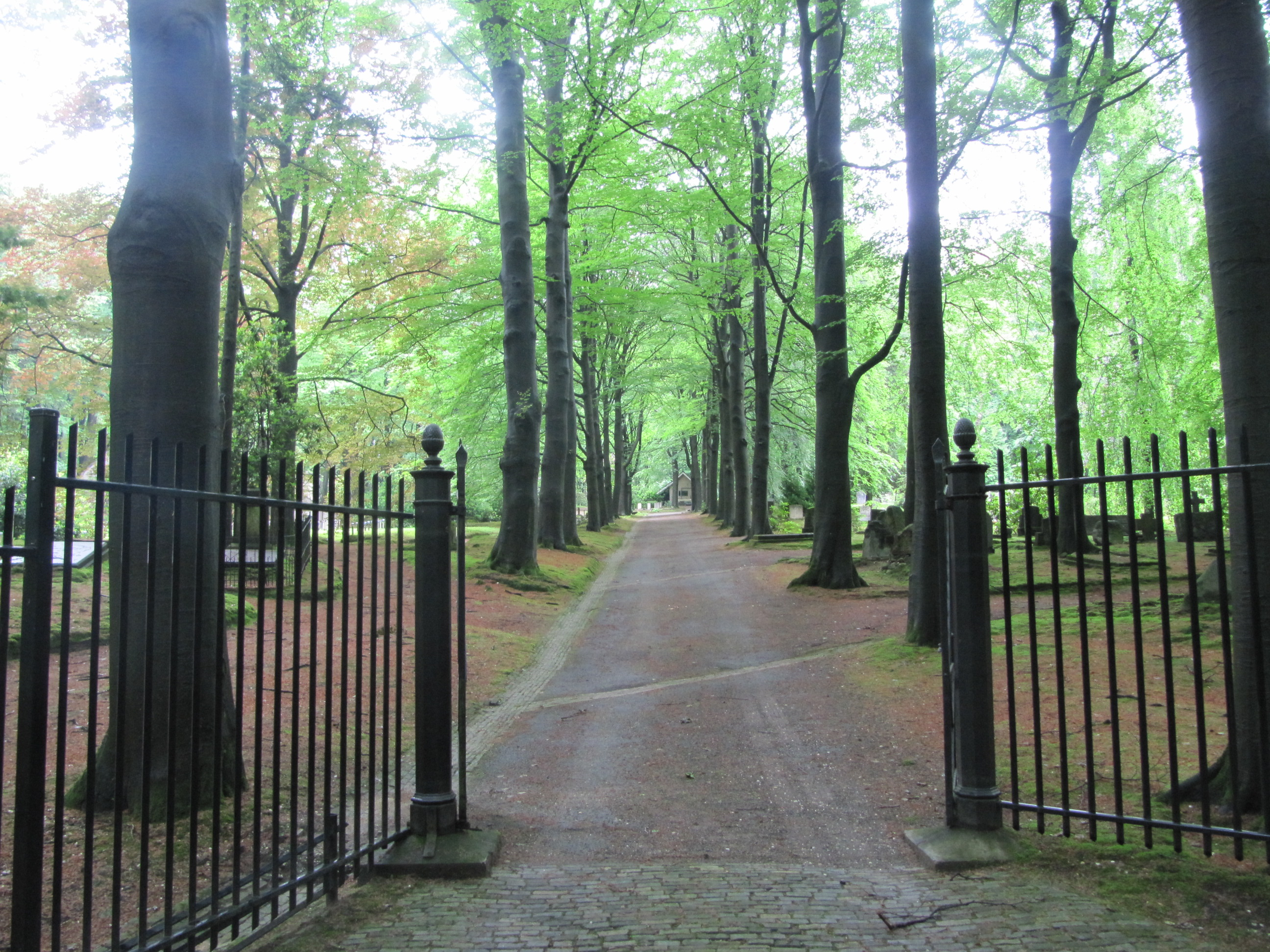
Begraafplaats in het bos

Het Rozendaalse Bos is een bosgebied op de Veluwe ten noorden van de Gelderse plaats Rozendaal.
Het gebied is westelijk begrensd door de A50 bij Arnhem, het Rozendaalsche veld in het noorden, en noordoosten, Landgoed Beekhuizen in het oosten en de plaatsen Rozendaal en Velp in het zuiden.
Het zuidelijke deel grenst aan het dorp Rozendaal waar rond Kasteel Rosendael een park ligt, waar twee sprengen ontspringen die veel waterpartijen van dit park voeden, waarvan de Bedriegertjes, een fonteinensculptuur, deel uitmaken.
Het park gaat vervolgens over in een voedselrijk bos met voornamelijk eiken en beuken, verder naar het noorden is de grond schraler met overwegend berk en naaldbomen.
In het westelijke deel, tegen de A50 ligt de Rosendaelsche Golfclub (grondgebied gemeente Arnhem). In het noordoosten lag vroeger een paardenrenbaan.